# Яра Цімрман
Яра Цімрман (чеськ. Jára Cimrman) — вигадана 1966 року Їржі Шебанеком та Зденєком Свєраком фіктивна постать, яка має надзвичайний інтелект і надлюдські здібності. Постать видатного «Майстра» Яри Цімрмана має значний вплив у чеській культурі, є впізнаваною та навіть здобула достатньо велику кількість голосів у загальнонаціональному опитуванні «Найвидатніший Чех», що було проведено Чеським телебаченням у 2005 році.
Особисте гасло Яри Цімрмана: 
|               | «Майбутнє належить алюмінію».Оригінальний текст (чеськ.) [Budoucnost patří aluminiu.] Помилка: [undefined] Помилка: {{Lang}}: немає тексту (допомога): текст вже має курсивний шрифт (допомога) |
| — Яра Цімрман | |

## Історія створення
Вперше «водій дирижабля та скульптор», «геній, який не міг не творити» Яра Цімрман з'явився 16 вересня 1966 року в радіо передачі (Безалкогольна) Винарня «У Павоука», яку на Чеському радіо вели Їржі Шебанек та Зденєк Свєрак. За спогадами Зденєка Свєрака, прізвище Видатного майстра виникло за пропозицією Їржі Шебанека, який у одній зі спортивних передач почув згадку про Отто Цімрмана, хокеїста з м.Хомутов. Проте автори постаті вирішили змінити ім'я, щоб натякнути на штучність постаті. 
|                                                             | «Спочатку це була розвага для групки студентів та пражан, які двічі на тиждень приходили до Малостранске беседи, щоб подивитись виставу. Але згодом, коли ми вже видавали платівки та з'являлися в телепередачах, постать Яри ставала надбанням народу. Я не кажу, що Цімрман - для інтелектуалів, він є для тих, хто хоч трохи вчився у школі.Оригінальний текст (чеськ.) [Zpočátku to byla zábava pro hrstku studentů a Pražáků, kteří se sešli v Malostranské besedě, aby dvakrát za týden zhlédli představení. Ale postupně, jak jsme vydávali gramofonové desky a dostávali se i do televize, stával se majetkem národa. Neříkám, že Cimrman je pro intelektuály, ale je pro lidi, co dávali ve škole trochu pozor.] Помилка: [undefined] Помилка: {{Lang}}: немає тексту (допомога): невпізнаний код мови: cz (допомога) |
| — Зденєк Свєрак в інтерв'ю Чеському телебаченню, 01.04.2019 | |

В подальшому було створено Театр Яри Цімрмана, завдяки якому постать та біографія Яри були випрацьовані більш детально. Ідеєю  цього театру початково була поступова презентація етапів життя Майстра та його здобутків в майже усіх напрямах людської діяльності шляхом постановки п'єс «авторства» Яри Цімрмана, написаних у стилі літературної пародії на мову наукових та науково-популярних творів. В перебігу інсценації життя Яри Цімрмана автори вдавалися як до традиційних театральних жанрів, як то оперета, опера, детективна п'єса, казка, так і до гротескних чи психодраматичних постановок. 
У 1969 році було знято псевдодокументальний фільм «Сліди ведуть до Ліптакова» (чеськ. Stopa vede do Liptákova) про винахід Ярою Цімрманом кіно як такого, а у 1983 році Ладіслав Смоляк та Зденєк Свєрак випустили комедію «Яра Цімрман лежачий, сплячий» (чеськ. Jára Cimrman ležící, spící). Випрацюванням образу займався також Салон Цімрмана (чеськ. Salón Cimrman) під керівництвом Їржі Шебанека.

## Біографія
За офіційною біографією, він народився у Відні, столиці Австро-Угорщини у період з 1869 по 1874 роки, в родині чеського кравця Леопольда Цімрмана та австрійської актриси Марлен Єлінкової, і від народження відчував себе чехом. За створеною в Театрі Яри Цімрмана легендою, він був одним з найвидатніших чеських драматургів, поетів, музикантів, вчителів, мандрівників, філософів, винахідників, науковців та спортсменів свого часу.
До числа видатних вчинків Яри Цімрмана належать:
- винахід кінематографа (принципу прихованої камери);
- подання тодішньому керівництву США пропозиції і плану побудувати Панамський канал, разом з планом відповідної інформаційної кампанії, яка включала б і постановку оперного дійства з цієї теми;
- заснування лялькового театру в Парагваї;
- конструювання, разом з графом Цеппеліном, першого дирижабля зі шведської сталі та з гондолою, сплетеною з чеської лози;
- винайдення йогурту;
- реформування шкільної освіти у Галичині;
- особиста допомога Томасу Едісону у створенні першої електричної лампочки, а Гюставу Ейффелю — у пошуку підрядника для будівництва Ейфелевої вежі;
- заснував екстернізм як напрям філософської думки;
- видумав ім'я Сніговій людині, яку назвав Яти — ім'я, вимова якого була спотворена внаслідок англійської вимови, яке тепер звучить як Йєті;
- особиста підтримка Антона Чехова — Цімрман похвалив збірник його творів та вніс добрива у вишневий сад;
- винайшов CD-диск (чеськ. Cimrmannův Disk — диск Цімрмана), технологія якого була втрачена зі смертю Яри Цімрмана і згодом заново винайдена у 1979 році, а також роздільний купальний костюм, незбиране молоко, принцип інтернету та ін.

За легендою, востаннє Яру Цімрмана бачили у 1914 році, на початку Першої світової війни. Водночас, за деякими джерелами, і під час війни Яра продовжував жити і творити.

## Відзнаки та визнання
Попри те, що постать Яри Цімрмана є вимишленою, вона є широко відомою у чеському суспільстві і за час свого існування отримала низку відзнак та нагород, зокрема:
- 2005 рік — постать Яри Цімрмана включено до попереднього кола загальнонаціонального відбору «Найвидатніший Чех» (відбувалося шляхом номінування глядачами) сотні найвидатніших осіб в історії Чехії, що було організовано Чеським телебаченням. Згодом Яру Цімрмана було виключено з фінального списку для голосування, він отримав лише почесну відзнаку;
- 2010 рік — постать Яри Цімрмана отримала найбільшу кількість голосів у теле-опитуванні «Сім чудес Чеської Республіки», випередивши, зокрема, імператора Карла IV, контактні лінзи та чеське пиво[8].
- 2012 рік — Монетний двір Чехії виготовив пам'ятну медаль (500 штук з золота, 1000 штук зі срібла та 2000 в мозаїці) до 45-ї річниці з дня заснування Театру Яри Цімрмана[9];
- 2014 рік — Чеська пошта випустила дві поштові марки, номіналом 13 та 30 чеських крон, у формі кола з силуетом Яри Цімрмана та написом «Один зі 136 множинних образів Яри Цімрмана — винахідника круглої марки». Марки були повністю функціональними і приймались для оформлення звичайних поштових відправлень як по території Чехії, так і за кордон[10].
- 2017 рік — Яра Цімрман отримав Почесне членство Чеського астрономічного товариства.

Іменем Яри Цімрмана названо також астероїд 7796 Ярацімрман, вулиці в містах Оломоуць, Розтоки, Брно та деяких менших чеських містечках, початкова школа в районі Прага-Лисолає, підвид малої лісової миші тощо.